# Coriza (medicina)
La coriza  (dal greco κόρυζα) è un termine che descrive i sintomi del raffreddore comune o allergico. Nella terminologia anglosassone, la coriza fa parte delle "4 C" dell'infezione del morbillo, insieme a tosse (cough), congiuntivite e macchie di Köplik.
Più precisamente, fa riferimento all'infiammazione catarrale delle membrane mucosali della cavità nasale che di solito dà come manifestazioni cliniche principali la congestione nasale e la perdita del senso dell'olfatto.
La coriza ha di solito un'eziologia infettiva (virale) o allergica, talvolta può essere irritativa.